# Список каменных шатровых храмов Руси XVI—XVII веков
В данном списке каменных шатровых храмов Руси XVI—XVII веков представлены архитектурные сооружения, характерные исключительно для русской архитектуры и во многом определившие её развитие в этот период.
Список включает как сохранившиеся до настоящего времени (полностью либо частично) памятники, так и некоторые разрушенные, по которым имеется какая-нибудь информация. Для каждой постройки указаны наименование, местонахождение, время создания, фотография.
Список построен по хронологическому принципу. Несохранившиеся памятники помечены серым цветом.

## Памятники XVI века
|                                                                                | Местонахождение                               | Время создания или перестройки                                                                          | Примечания | Фото |
| ------------------------------------------------------------------------------ | --------------------------------------------- | --- | --- | ---- |
| Церковь Покрова Богородицы                                                     | Владимирская область, Александров             | 1508 — 1513 (В. В. Кавельмахер, С. В. Заграевский), 1550-е (А. И. Некрасов) либо 1570-е (А. Л. Баталов) | Первоначально называлась Троицкой, выстроена предположительно Алевизом Новым по заказу великого князя Василия III Ивановича как один из храмов его загородной резиденции. По одной из версий, это первый каменный шатровый храм России. Первоначально — небольшой трапезный безапсидный кубический храм, в XVII веке обстроен со всех сторон многочисленными пристройками, в таком виде дошёл до наших дней. Внутри шатра сохранились росписи 1570-х гг. |      |
| Церковь Вознесения в Коломенском                                               | Москва                                        | 1529 — 1532.                                                                                            | Выстроена по заказу великого князя Василия III Ивановича вероятнее всего Алевизом Новым. Высокий безапсидный храм на подклете, окружённый открытыми папертями с крыльцами. |      |
| Воскресенская церковь                                                          | Московская область, Городня (Зевалово)        | 1530-е — 1540-е гг., перестраивалась.                                                                   | Большой восьмигранный изначально безапсидный храм, выстроен помещиком С. И. Злобиным. В XVII веке окружён двухэтажной папертью с двумя купольными одноапсидными приделами. Звонница пристроена в 1896 г. В начале XXI века в результате бездарной «реконструкции» к древнему ядру храма пристроен алтарь. |      |
| Церковь Николая Чудотворца Покровского монастыря                               | Нижегородская область, Балахна                | 1552.                                                                                                   | Выстроена Иваном Грозным во времена Казанской войны. Кубический трёхапсидный храм на подклете. Пристройки 1719—1722 гг., в том числе шатровая колокольня, уничтожены в советское время. |      |
| Успенская церковь Брусенского монастыря                                        | Московская область, Коломна                   | 1552.                                                                                                   | Небольшой кубический трёхапсидный храм, в 1880-е гг. к нему с запада пристроена огромная трапезная в русском стиле. |      |
| Церковь Алексея Митрополита Солотчинского монастыря                            | Рязанская область, Рязань, микрорайон Солотча | После 1552.                                                                                             | Выстроена вскоре после Казанской войны. Через Рязань проходил маршрут части русских войск, они останавливались в монастыре. Храм представлял собой в плане восьмиугольник без апсиды с обширной пристройкой-трапезной. Снесен за ветхостью в 1847 году. |      |
| Покровский собор, что на Рву                                                   | Москва                                        | 1554 — 1560.                                                                                            | Шатровым является только центральный столп изначально девятиглавого храма. Выстроен Иваном Грозным сразу по окончании Казанской войны, предположительно под руководством Постника Яковлева. |      |
| Церковь Сергия Радонежского Богоявленского Троице-Сергиева монастыря в Кремле. | Москва                                        | 1557.                                                                                                   | Двухъярусный, трехапсидный храм, завершавшийся высоким шатром, украшенным поливными изразцами. Храм и другие монастырские постройки снесён при работах по реконструкции Кремля Баженовым в 1770 году. |      |
| Собор Спаса Преображения Воротынского монастыря                                | Село Спас близ Калуги                         | 1550-е гг.                                                                                              | Выстроен князем М. И. Воротынским. Кубический трёхапсидный храм на подклете. |      |
| Церковь Космы и Дамиана                                                        | Владимирская область, Муром                   | Освящён в 1564.                                                                                         | Выстроена при царе Иване Грозном вероятно Постником Яковлевым. Кубический одноапсидный храм, Шатёр его рухнул в 1868 году; вплоть до революции стоял без шатра, затем был заброшен. Ныне храм отстроен в сильно искажённом виде. |      |
| Собор Бориса и Глеба                                                           | Тверская область, Старица                     | 1558—1561, перестраивался                                                                               | Изначально пятишатровый храм на едином высоком основании, выстроен в своей столице удельным князем Владимиром Андреевичем. В XVIII веке рухнули два шатра, окончательно храм разобран в 1802 г. |      |
| Церковь Никиты Мученика                                                        | Ярославская область, Елизарово                | 1566 — 1567.                                                                                            | Выстроен в своей вотчине А. Д. Басмановым. Трёхапсидный храм, в начале XIX века пристроены трапезная и массивная колокольня в стиле классицизм. |      |
| Церковь Николая Чудотворца «Долгошея»                                          | Рязань                                        | 1566.                                                                                                   | Выстроена А. Д. Басмановым или Ф. А. Басмановым во время воеводства. Кубический одноапсидный храм с поздней колокольней. Разобрана в 1902 г., выстроена заново. В советское время снесён шатёр. |      |
| Церковь Усекновения Главы Иоанна Предтечи на Девичьем Поле                     | Москва                                        | Ок. 1570.                                                                                               | Кубический трёхапсидный храм с трапезной и отдельно стоящей шатровой колокольней XVII в. Уничтожена в 1820-е гг. |      |
| Церковь Николая Чудотворца (Гостинодворская)                                   | Казань                                        | Ок. 1570.                                                                                               | Высокий кубический одноапсидный храм, сильно перестроен в XIX веке, шатёр разобран после пожара 1864 г. После этого на том же месте выстроен новый храм. |      |
| Распятская церковь «иже под колоколы»                                          | Владимирская область, Александров             | 1570.                                                                                                   | Перестроена при Иване Грозном из столпообразного храма 1508—1513 гг. В XVII в. добавлены пристройки — т. н. Марфины палаты. |      |
| Успенская церковь Спасо-Евфимьевского монастыря                                | Владимирская область, Суздаль                 | 1570-е гг., на частях храма 1520-х гг.                                                                  | Высокий одноапсидный трапезный храм с многочисленными пристройками XVI—XVII вв. |      |
| Введенская церковь Успенского монастыря                                        | Тверская область, Старица                     | 1570.                                                                                                   | Выстроена Иваном Грозным, высокий безапсидный храм с двухэтажной трапезной палатой. |      |
| Церковь Ильи Пророка                                                           | Московская область, Пруссы                    | До 1578.                                                                                                | Выстроен И. В. Шереметевым в своей вотчине. Небольшой кубический храм с трёхчастным алтарём. После длительного разорения восстановлен в начале XXI века. |      |
| Благовещенская церковь Троице-Лютикова монастыря                               | Калужская область                             | 1570-е.                                                                                                 | Трапезный храм, пристройки и придел XVII—XIX вв. Выстроен Салтыковыми. Уничтожен в конце 1930-х гг. |      |
| Церковь Спаса Преображения                                                     | Московская область, Остров                    | Конец XVI века.                                                                                         | Высокий белокаменный трёхапсидный храм с двумя малыми купольными одноапсидными приделами. Обстоятельства постройки неизвестны. Над кубом основания — 12 малых главок. Низкая паперть и псевдоготическая колокольня пристроены в 1830—1838 гг. |      |
| Церковь Митрополита Петра                                                      | Ярославская область, Переславль-Залесский     | 1585.                                                                                                   | Выстроена вероятно на вклад царя Фёдора I Ивановича. Безапсидный храм на подклете, с двухэтажной папертью и поздней двухъярусной классицистической звонницей. |      |
| Церковь Спаса Преображения в Спас-Тушине                                       | Москва                                        | 1586 — 1587.                                                                                            | Небольшой храм, до Смутного времени здесь был монастырь. Уничтожена ок. 1875 г., позже в этом селе был возведён новый храм в русском стиле по проекту В. О. Грудзина. |      |
| Церковь Рождества Христова                                                     | Московская область, Беседы                    | Ок. 1590.                                                                                               | Выстроена в вотчине Д. И. Годунова. Белокаменная церковь с кирпичным шатром, два первоначальных придела не сохранились. Окружена многочисленными пристройками XIX в. |      |
| Введенская церковь Троицкого Болдина монастыря                                 | Смоленская область, Болдино                   | 1592.                                                                                                   | Выстроена, как и другие монастырские строения, мастером Ф. C. Конём на средства Бориса Годунова. Разрушена немецкими оккупантами в 1943 г., отстроена в сильно искажённом виде. |      |
| Богоявленская церковь                                                          | Костромская область, Красное-на-Волге         | 1592.                                                                                                   | Выстроена в вотчине Д. И. Годунова. Трёхапсидный кубический храм с четырьмя ярусами кокошников на подклете, с папертью и двумя малыми купольными одноапсидными приделами. Небольшая шатровая колокольня — 1770-х гг. |      |
| Церковь Смоленской Иконы Богоматери                                            | Тверская область, Кушалино                    | 1594 — 1597.                                                                                            | Выстроена в вотчине «царя» Симеона Бекбулатовича. Трёхапсидный кубический храм с купольными приделами в боковых апсидах. Трапезная и колокольня — XIX в. |      |
| Церковь Святого Георгия Владычного монастыря                                   | Московская область, Серпухов                  | 1598 — 1606.                                                                                            | Массивный безапсидный храм с двухэтажной трапезной и другими пристройками XVI—XVII вв.; выстроена на вклад Бориса Годунова. |      |
| Церковь Бориса и Глеба в Борисовом Городке                                     | Московская область, Борисово                  | Рубеж XVI—XVII вв.                                                                                      | Высокий храм на подклете, выстроен Борисом Годуновым в своей загородной резиденции. Разобрана, как и другие строения Борисова Городка, в начале XIX века. |      |

## Памятники XVII века
| Название                                                                               | Местонахождение                           | Время создания или перестройки          | Примечания | Фото |
| -------------------------------------------------------------------------------------- | ----------------------------------------- | --------------------------------------- | --- | ---- |
| Успенская «Дивная» церковь Алексеевского монастыря                                     | Ярославская область, Углич                | Ок. 1628 или 1630-е гг.                 | Двухэтажный трёхапсидный трёхшатровый трапезный храм. |      |
| Собор Михаила Архангела                                                                | Нижний Новгород                           | 1628 — 1631.                            | Выстроен мастерами Л. С. Семёновым-Возоулиным и Антипой Константиновым на фундаментах храмов XIII—XIV вв. Кубический трёхапсидный храм с массивной звонницей 1640-х гг. (переделана снаружи в XIX в.). Малый придел 1670-х гг. перестраивался, уничтожен в советское время. |      |
| Церковь Ирины Великомученницы                                                          | Москва                                    | до 1629.                                | Известна с 1629 как домовая боярина В. И. Стрешнева. В XVIII в. пришла в запустение, после 1812 отдавалась в наём под квартиры мастеровых, а в 1841-42 разобрана. В 1868 храм был восстановлен в комплексе здания Архива МИД по сохранившемуся рисунку в стиле XVII века: шатровое, на высоком подклете здание типа восьмерик на четверике с одной апсидой, с юга трехпролётная звонница, с запада трапезная.                                                                            |      |
| Собор Алексия Человека Божьего в Алексеевском монастыре                                | Москва                                    | 1631—1634.                              | Выстроен при царе Михаиле Романове мастерами Антипой Константиновым и Трифоном Шарутиновым. Двухшатровый храм, трапезная и колокольня пристроены во второй половине XVII в. Собор уничтожен в 1838 г. |      |
| Церковь Зосимы и Савватия Соловецких в Троице-Сергиевой Лавре                          | Московская область, Сергиев Посад         | 1635 — 1638.                            | Высокий двухэтажный одноапсидный храм при больничных палатах, выстроен келарем Александром (Булатниковым). |      |
| Церковь Покрова в Медведкове                                                           | Москва                                    | 1635 — 1640.                            | Выстроен князем Дмитрием Пожарским в своей вотчине. Трёхапсидный двухэтажный храм с главками по углам кубического основания, два малых купольных придела — конца XVII в., звонница и паперть — XIX в. |      |
| Церковь Трёх Святителей «иже под колоколы» Антониева Сийского монастыря                | Архангельская область, Монастырь          | 1639 — 1661.                            | Высокое кубическое сооружение с двухэтажной папертью. Верх с шатром был уничтожен в советское время, позднее воссоздан. |      |
| Церковь Мартиниана Белозёрского в Ферапонтовом монастыре                               | Вологодская область, Ферапонтово          | 1640 — 1641.                            | Небольшой кубический храм, алтарная часть выстроена заново в XIX в. |      |
| Церковь Сошествия Святого Духа                                                         | Рязань                                    | 1642.                                   | Храм выстроен В. Х. Зубовым. Ранее здесь был монастырь. Двухшатровый храм с двумя апсидами, трапезная и колокольня — XIX в. |      |
| Благовещенская церковь Антониева Сийского монастыря                                    | Архангельская область                     | 1638 — 1643.                            | Высокий двухапсидный трапезный храм на подклете. |      |
| Церковь Троицы в Троицком-Голенищеве                                                   | Москва                                    | 1644 — 1646, шатровые приделы ок. 1650. | Выстроен патриархом Иосифом, зодчие — Антипа Константинов и Л. М. Ушаков. Одноапсидный храм с двумя одноапсидными шатровыми приделами. Галереи поздние, шатровая колокольня выстроена заново в начале XX в. |      |
| Церковь Успения Пресвятой Богородицы в Вешняках                                        | Москва                                    | 1644 — 1646.                            | Выстроен в вотчине Ф. И. Шереметева мастером круга Антипы Константинова. Двухэтажный одноапсидный храм, в 1650-е гг. добавлены двухъярусные галереи и три малых купольных придела. Барочная колокольня пристроена в 1734 г. |      |
| Церковь Евфимия Суздальского Нижегородского Печерского монастыря                       | Нижний Новгород                           | 1645.                                   | Выстроен Антипой Константиновым. Надвратный храм с различными пристройками. |      |
| Церковь Николая Чудотворца в Сапожке                                                   | Москва                                    | Конец 1640-х гг.,                       | Двухэтажный двухшатровый храм с трапезной, новая звонница выстроена в конце XVIII в. Храм уничтожен в 1837 г. |      |
| Церковь Похвалы Богородицы                                                             | Тула                                      | Конец 1640-х гг.                        | Трёхшатровый храм на подклете, с прямоугольным алтарём. Разрушен ок. 1930 г., сохранился частично. |      |
| Успенская церковь Нижегородского Печерского монастыря                                  | Нижний Новгород                           | 1648.                                   | Выстроен Антипой Константиновым. Трапезный кубический трёхапсидный храм на подклете. |      |
| Казанская церковь Троицкого монастыря                                                  | Владимирская область, Муром               | 1648 — 1652.                            | Надвратный безапсидный храм с трапезной и шатровой колокольней. |      |
| Церковь Воскресения Христова, что в Гончарах                                           | Москва                                    | 1649.                                   | Трёхшатровый храм, трапезная и колокольня выстроены в 1860-е гг. Храм уничтожен в 1932 г. |      |
| Святые Ворота с церквями Богоявления и Ферапонта Белозёрского в Ферапонтовом монастыре | Вологодская область, Ферапонтово          | 1649.                                   | Надвратный двухшатровый безапсидный храм. |      |
| Церковь Рождества Богородицы, что в Путинках                                           | Москва                                    | 1649 — 1652.                            | Трёхшатровый храм с прямоугольным алтарём, галереями, шатровым приделом и шатровой колокольней. Крыльцо добавлено в советское время. |      |
| Входоиерусалимский собор Иоанно-Предтеченского монастыря                               | Казань                                    | Нач. 1650-х гг.                         | Трёхшатровый храм с галереей. В 1887—1894 храм XVII века разобран за ветхостью и отстроен в больших размерах; уничтожен в 1930-е гг. |      |
| Введенская церковь Воротынского монастыря                                              | Село Спас близ Калуги                     | Нач. 1650-х гг.                         | Двухэтажный двухшатровый трапезный храм с прямоугольным алтарём. Звонница возведена в стиле классицизм в XIX в. |      |
| Троицкая церковь Саввино-Сторожевского монастыря                                       | Московская область, Звенигород            | Нач. 1650-х гг.                         | Небольшой надвратный одноапсидный храм. |      |
| Успенская церковь Благовещенского монастыря                                            | Нижний Новгород                           | Нач. 1650-х гг.                         | Двухэтажный трёхапсидный двухшатровый трапезный храм с шатровой колокольней. |      |
| Смоленская церковь в Иоанно-Предтеченском монастыре                                    | Смоленская область, Вязьма                | Ок. 1652.                               | Трапезный трёхапсидный трёхшатровый храм с двумя малыми купольными одноапсидными приделами. |      |
| Церковь Сергия Радонежского Николо-Волосовского монастыря                              | Владимирская область, Волосово            | Ок. 1652.                               | Небольшой двухэтажный храм с трапезной. |      |
| Церковь Евфимия Суздальского Кирилло-Белозёрского монастыря                            | Вологодская область, Кириллов             | 1653.                                   | Небольшой одноапсидный кубический храм с трапезной и однопролётной звонницей. |      |
| Церковь Спаса Преображения «иже под колоколы» Благовещенского монастыря                | Владимирская область, Киржач              | До 1656.                                | Кубический одноапсидный храм, увенчан шатровой колокольней. Построен вплотную к монастырскому собору со восточной стороны боярином Иваном Андреевичем Милославским над могилами его родителей. |      |
| Воскресенский собор Новоиерусалимского монастыря                                       | Московская область, Истра                 | 1658 — 1666, кирпичный шатер 1682—1684. | Выстроен мастером Аверкием Мокеевым по заказу патриарха Никона, достраивался при царе Фёдоре III. Шатровая часть не являлась церковью, представляя собой «двор церковный под великим шатром» вокруг часовни Гроба Господня. Шатёр обрушился в 1723. Отстроен И. Ф. Мичуриным в 1732—1738 (верхний ярус с шатром воссоздан из дерева в 1756—1761 под смотрением К. И. Бланка, по проекту Ф.-Б. Растрелли (1754)). Храм разрушен немецкими оккупантами в 1941, вчерне восстановлен к 1994. |      |
| Церковь Владимирской Иконы Богоматери на Божедомке                                     | Ярославль                                 | До 1678.                                | Трёхшатровый храм с прямоугольным алтарём, трапезной и шатровой колокольней. |      |
| Троицкая церковь в Александровой пустыни                                               | Ярославская область, Александрова пустынь | До 1678.                                | Сохранились руины. Трёхшатровый храм с трапезной и массивной шатровой колокольней. Пристройки уничтожены в советское время, верх рухнул в 2007 г. |      |
| Никольская церковь в Петровском                                                        | Московская область, Лыткарино             | 1681 — 1690.                            | Выстроен в своей вотчине боярином И. М. Милославским. В советское время был разрушен шатёр, храм восстановлен в 1970-е гг. |      |
| Знаменская церковь                                                                     | Московская область, Аннино                | До 1690.                                | Выстроен М. Б. Милославским в подмосковной вотчине. Колокольня поздняя, XIX в. |      |
| Церковь Ильи Пророка «иже под колоколы»                                                | Ивановская область, Тейково               | 1694 — 1699.                            | Выстроена князьями Прозоровскими. Зальная трапезная церковь с гранёным алтарём и башнеобразной шатровой колокольней над основным объёмом. |      |

Кроме того, в XVIII веке известны исключительные случаи строительства шатровых храмов в традициях допетровской архитектуры.

## Памятники XVIII века
| Название                                 | Местонахождение                         | Время создания или перестройки | Примечания | Фото |
| ---------------------------------------- | --------------------------------------- | ------------------------------ | --- | ---- |
| Церковь Алексия, митрополита Московского | Калужская область, Подкопаево           | 1701                           | Надвратный храм «иже под колоколы» с наличниками в стили узорочья и нарышкинского барокко. Основной объём с апсидой — на втором этаже, на третьем этаже — придел. |      |
| Казанская церковь                        | Липецкая область, Талица                | 1-я половина XVIII в.(?)       | Кубический храм с удлинённым трёхчастным алтарём и низкой трапезной. Звонница поздняя, XIX в. |      |
| Усекновения главы Иоанна Предтечи        | Татарстан, Потаниха                     | 1738                           | Сложная двухэтажная постройка типа «иже под колоколы», восьмерик на четверике с гульбищем и позже построенным приделом. Основной объём здания построен в 1738 годах на средства богатейшего казанского купца Ивана Афанасьевича Михляева. В 1750-х пристроен придел с северной стороны, а позже и другие пристройки хозяйственного назначения. Украшена восьмигранными окнами и многоступенчатым поребриком - "лесенкой".                                           |      |
| Церковь Преображения Господня            | Владимирская область, Смольнево         | 1737, 1780-е годы              | Сложная двухэтажная постройка типа восьмерик на четверике с трапезной и высокой шатровой колокольней с часами. Основной объём здания построен в 1736—1737 годах на средства графа В. С. Салтыкова. В 1780-х перестроена на средства С. В. Салтыкова, над трапезной сооружён верхний храм, восьмерик церкви надстроен ещё двумя ярусами с завершением в виде колоколообразного шатра, повторяющего аналогичный над колокольней. У нижнего храма три граненые апсиды. |      |
| Церковь Марии Магдалины                  | Московская область, Улиткино            | 1748                           | Кубический храм с одной апсидой. Шатер глухой. Выстроена в своей усадьбе Марией Кантемир. Трапезная и колокольня пристроены в 1835. Шатер сломан в советское время, ныне восстановлен. |      |
| Церковь Варвары «иже под колоколы»       | Днепропетровская область, Китайгород    | 1755 — 1756, 1796.             | Кубический двухапсидный храм с массивной шатровой колокольней над основным объёмом. Выстроена в своём поместье офицером П. Е. Семёновым. |      |
| Церковь иконы Божией Матери «Знамение».  | Татарстан, Лаишевский район, Емельяново | 1784                           | Кубический одноапсидный храм, колокольня и трапезная — поздние, 1864. Заказчик — князь Константин Никитич Кропоткин. |      |